# Rupornis magnirostris
Rupornis magnirostris là một loài chim trong họ Accipitridae.